# Euphorbia vittata
Euphorbia vittata es una especie planta fanerógama de la familia de las euforbiáceas. Es endémica de Kenia.

## Descripción
Es una planta suculenta perennifolia copetuda con una raíz tuberosa gruesa, con ramas extendidas, escasamente ramificada que alcanza un tamañp de 10-30 cm de largo y 2 cm de diámetro, con 5-ángulo, ángulos con prominentes dientes tubérculos con 1-1,5 cm de separación, espinosos.

## Ecología
Se encuentra en laderas rocosas de lava, a una altitud de 800-1200 metros.
De muy fácil cultivo. Está muy cercana de Euphorbia uhligiana, Euphorbia pervittata.

## Taxonomía
Euphorbia vittata fue descrita por Susan Carter Holmes y publicado en Hooker's Icones Plantarum 39: t.3858. 1982.
Etimología
Ver: Euphorbia
vittata: epíteto latino que significa "con dientes"